# Diego Maradona

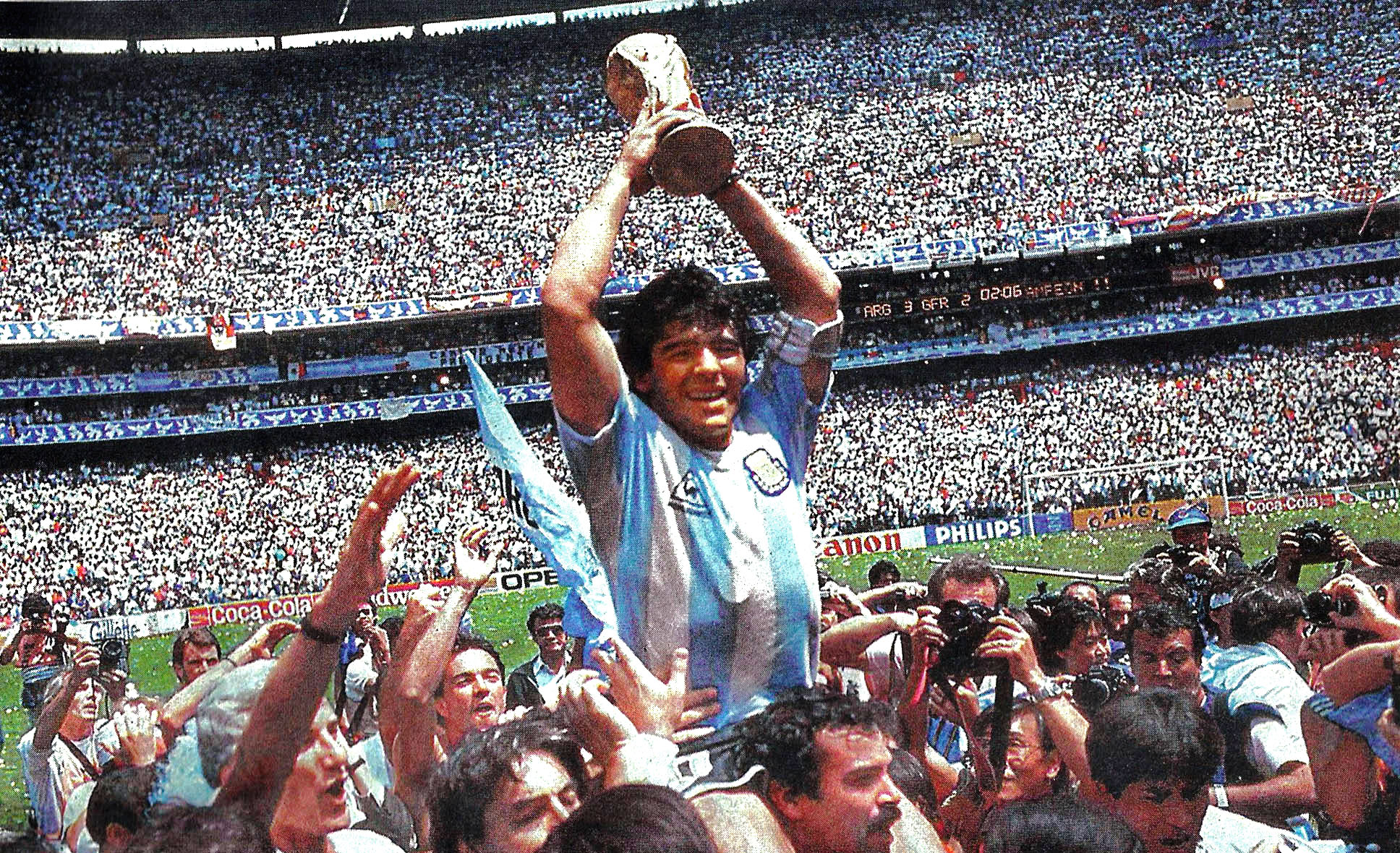
Maradona az 1986-os labdarúgó-világbajnokságon

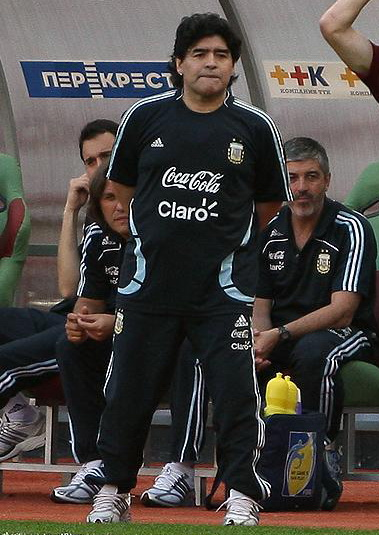
Az argentin válogatott szövetségi kapitányaként 2009-ben

Diego Armando Maradona Franco (Lanús, Buenos Aires tartomány, 1960. október 30. – Tigre, 2020. november 25.) világbajnok argentin labdarúgó, edző. Tizenöt éves korától profi labdarúgó, az argentin labdarúgó-válogatott volt tagja. 1977-ben 16 évesen mutatkozott be a válogatottban egy Magyarország elleni barátságos mérkőzésen. A góljaival jelentősen hozzájárult ahhoz, hogy az 1986-os mexikói labdarúgó-világbajnokságot az argentin labdarúgó-válogatott nyerte meg. 2000-ben a FIFA szavazásán elnyerte az évszázad labdarúgója címet, egy internetes szavazáson pedig az internetezők minden idők valaha élt legnagyobb focistájának választották.

## Gyermekkor
Maradona a Buenos Aires melletti Lanús városában született, és az argentin főváros központjától délre fekvő Villa Fiorito nevű szegénynegyedben nőtt fel. A szülei Corrientes tartományból származtak. Családjában három nővére után ő volt az első fiúgyermek, később két öccse született, Hugo és Eduardo, utóbbiak szintén profi labdarúgók voltak. Családja guarani indián, gallego, sőt horvát és olasz gyökerekkel bír.
Már 10 éves korában megmutatkozott rendkívüli tehetsége, ekkoriban egy kis helyi egyesületben, az Estrella Rojaban játszott. Hamarosan az Argentinos Juniors korosztályos csapatába (Cebollitas) került, 12 évesen a felnőtt élvonalbeli mérkőzések szüneteiben sokakat szórakoztatott trükkjeivel.

## Pályafutása

### Klubcsapatokban
Maradona 1976-ban, tíz nappal a 16. születésnapja előtt mutatkozott be első felnőtt klubjában, az Argentinos Juniorsban, a Talleres Córdoba ellen, ekkor még a 16-os számú mezt viselte. Hamarosan megszerezte első élvonalbeli gólját is, a San Lorenzo de Mar del Plata nevű csapat ellen. Öt szezonon keresztül szolgálta a piros-fehéreket, 167 mérkőzésen 115 gólt szerezve. Utolsó két évében gólkirály lett, így nem okozott meglepetést, hogy a kontinens egyik legnagyobb csapata, a Boca Juniors leigazolta. A sárga-kékek színeiben már rögtön az első mérkőzésén duplázni tudott, majd az 1981-es argentin bajnoki címet is elnyerte új klubjával, és sorozatban harmadszor is gólkirály lett.
Maradonára ekkor már Európában is felfigyeltek, világrekordot jelentő 5 millió fontos összegért igazolt a Barcelona együtteséhez, melyet két szezonon át erősített, begyűjtve egy Spanyol kupát, a Ligakupát és a Spanyol szuperkupát is. Mindezek ellenére nem sikerült igazán beilleszkednie a katalán csapathoz, az Athletic Bilbao egyik játékosa, Andoni Goikoetxea súlyos sérülést okozott neki, néhány hónappal később a baszk csapat ellen a pályán kitört tömegverekedés aktív résztvevője volt.
A korábbi rekordját megdöntve 1984 nyarán 6,9 millió fontért vásárolta meg az olasz Napoli, ahol már megtalálta a helyét. A csapat két Serie A-elsőségét is nagyrészt Maradonának köszönheti, de egy kupa-, és egy szuperkupa-győzelem mellett nagy szenzációt keltett, mikor az UEFA-kupa serlegét is sikerült elnyernie az itáliai csapattal. Hét olaszországi szezonja alatt 258 mérkőzésen 115 gólt szerzett, egyszer pedig a gólkirályi címet is elnyerte. Az 1990-es második Serie-A bajnoki címét követő szezonban az 1991 március 17-i Bari elleni meccse után doppingoláson érték. Szervezetében kokain használatának nyomait mutatták ki. Ezért 15 hónapra játékjogát felfüggesztették.
Maradona doppingvétség miatti eltiltása után egy évig a Sevilla-t erősítette, majd 1993-ban visszatért Argentínába, hét meccs erejéig a Newell’s Old Boys csapatához. Egy év kihagyás után 1995-ben még visszatért a Boca Juniorshoz, az utolsó három szezonja alatt csak 30 mérkőzésen lépett pályára, és mindössze 7 gólt szerzett. Utolsó mérkőzésére 1997 október 25-én került sor, a Boca az ősi rivális River Plate ellen győzött idegenben 2:1-re, Maradona öt nappal később bejelentette visszavonulását.

### Az argentin válogatottban
Diego Maradona 1977. február 27-én mutatkozott be a válogatottban, Magyarország ellen. Mivel César Menotti, az akkori szövetségi kapitány még túl fiatalnak tartotta, így Argentína nélküle nyerte meg a hazai rendezésű 1978-as világbajnokságot. 1979-ben Skócia ellen megszerezte első válogatottbeli gólját, majd még ugyanebben az évben az ifjúsági világbajnokságot is megnyerte, hat góllal segítve hazája csapatát. Az igazi áttörést azonban az 1986-os labdarúgó-világbajnokság jelentette a számára. Argentína megszerezte második világbajnoki címét, ebből a torna aranylabdásának választott Maradona remek játékával oroszlánrészt vállalt. Öt gólja közül a két leghíresebbet az Anglia elleni negyeddöntőn szerezte. Először kézzel juttatta a hálóba a labdát („Isten keze”), majd az évszázad góljának megválasztott találatával, mely során végigcselezte magát szinte az egész pályán, bejuttatta Argentínát az elődöntőbe, ahol szintén duplázni tudott, majd a fináléban is győzelemre vezette az Albicelestét.
Az 1990-es labdarúgó-világbajnokságon ugyan kevésbé meggyőző játékkal (például vereség Kameruntól) szintén sikerült a döntőbe vezetnie a válogatottat, de az NSZK visszavágott a négy évvel azelőtti vereségért, és egy tizenegyesgóllal legyőzte Maradonáékat. 1991-ben egy doppingtesztje pozitív lett, így 15 hónapra eltiltották a labdarúgástól, csak 1993 októberében tért vissza a válogatottba. Az 1994-es labdarúgó-világbajnokságon a második csoportmeccse után tiltott anyagot, ephedrint találtak a szervezetében, így már több mérkőzésen nem vehetett részt.
A felnőtt válogatottban 91 mérkőzésén összesen 34 gólt szerzett.

### Edzőként
Először a Deportivo Textil Mandiyúnál, később a Racing Avellanedánál volt vezetőedző a 90-es évek közepén, de mindkét megbízatása kudarccal végződött. 2008-tól hivatalosan is az argentin labdarúgó-válogatott szövetségi kapitánya lett. Sokan bírálták válogatási elvei miatt, de végül sikerült kivezetnie csapatát a 2010-es világbajnokságra, ahol az argentinok csoportelsőként jutottak tovább, s végül a negyeddöntőben estek ki. 2018 szeptemberében jelentették be, hogy a mexikói Dorados de Sinaloa edzője lett.

## Magánélete
Maradona feleségével Claudia Villafañéval 1989-től 2004-ig volt együtt. Házasságából két lánya született, közülük a fiatalabb Giannina, (Sergio Agüero felesége volt) 2009-ben unokával ajándékozta meg Diegot. Maradonának ezen kívül Olaszországban él egy házasságon kívüli gyermeke is, Diego Sinagra, aki szintén profi labdarúgó.
A világ egyik legjobb labdarúgója volt az 1980-as évek végén és az 1990-es évek elején – ugyanakkor a sportág egyik legellentmondásosabb egyénisége a mai napig. Többször fajult tettlegességig a vitája az újságírókkal, Barcelonában kokainfüggő lett, ami később az 1991-es eltiltáshoz is vezetett. A droghasználat egyre jobban elhatalmasodott rajta, de saját bevallása szerint 2005 óta nem élt kábítószerrel. Hosszabb ideig súlyproblémákkal küszködött.
Maradona erősen rokonszenvezett a baloldali politikusokkal, Fidel Castro és Hugo Chávez mellett Che Guevarának is nagy tisztelője volt. Többször élesen bírálta az Egyesült Államokat, főleg George W. Bush elnöksége idején.
2020 novemberének elején depressziós tünetei miatt kivizsgálásra kórházba került. Elsőként vérszegénységet és kiszáradást diagnosztizáltak, majd az agyában vérrögöt találtak, amit azonnal műteni kellett. A beavatkozást sikeresen elvégezték, de az alkoholelvonási tünetei miatt csak nyolc nap után hagyhatta el a kórházat.
2020. november 25-én hunyt el 60 évesen, halálát szívinfarktus okozta. Halála után Argentínában háromnapos nemzeti gyászt rendeltek el. Ravatalozásán millióan vettek részt, majd november 26-án, szűk családi körben temették el Buenos Airesben, a Bella Vista temetőben.
2020 decemberében a Napoli a tiszteletére a San Paolo Stadiont róla nevezte el.

## Játékosstatisztika

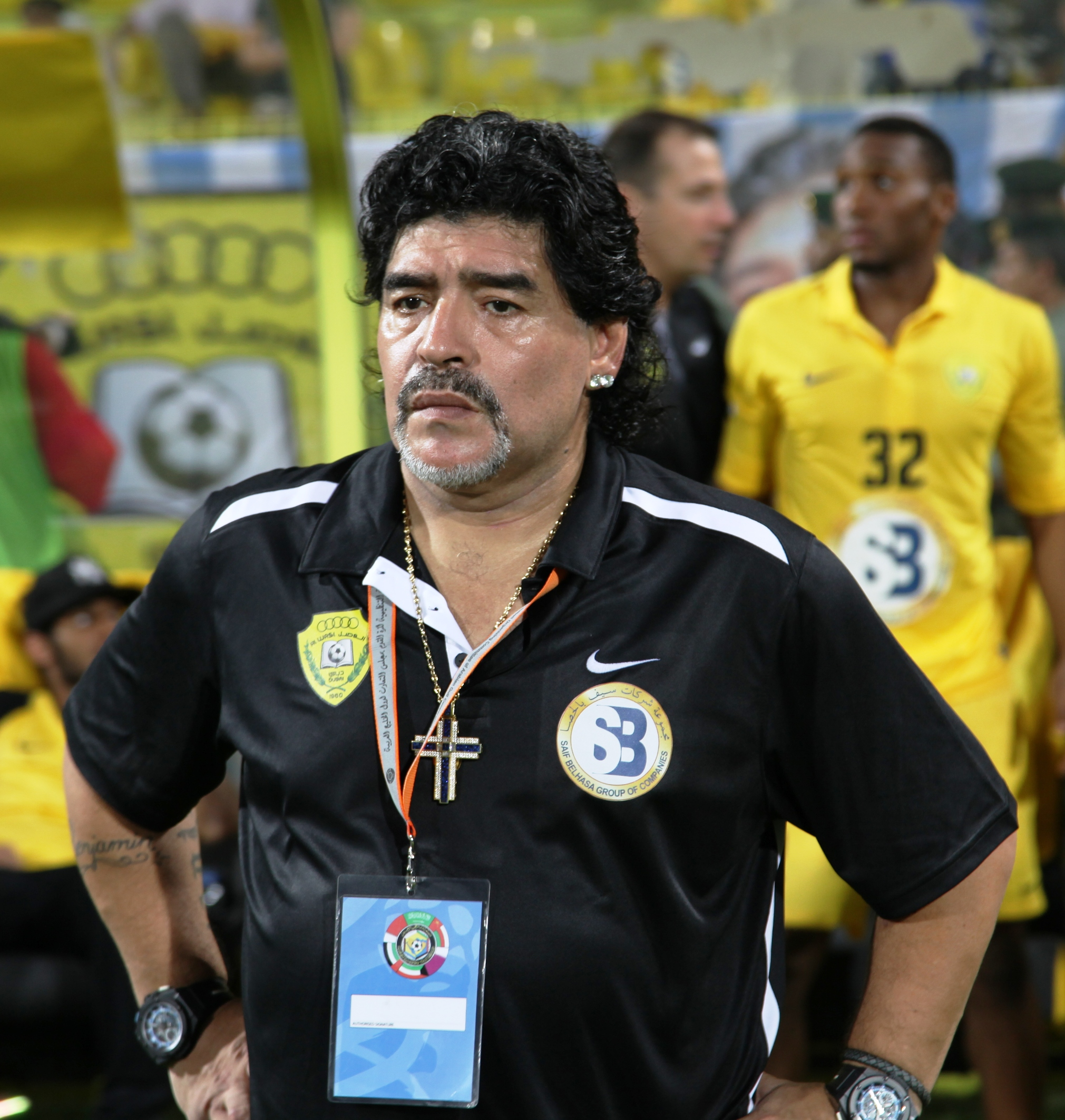
2012-ben

| Csapat             | Szezon  | Bajnokság | Bajnokság | Kupa  | Kupa | Nemzetközi kupa | Nemzetközi kupa | Összesen | Összesen |
| Csapat             | Szezon  | Meccs     | Gól       | Meccs | Gól  | Meccs           | Gól             | Meccs    | Gól      |
| ------------------ | ------- | --------- | --------- | ----- | ---- | --------------- | --------------- | -------- | -------- |
| Argentinos Juniors | 1976    | 11        | 2         | 0     | 0    | 0               | 0               | 11       | 2        |
| Argentinos Juniors | 1977    | 49        | 19        | 0     | 0    | 0               | 0               | 49       | 19       |
| Argentinos Juniors | 1978    | 35        | 25        | 0     | 0    | 0               | 0               | 35       | 25       |
| Argentinos Juniors | 1979    | 27        | 26        | 0     | 0    | 0               | 0               | 27       | 26       |
| Argentinos Juniors | 1980    | 45        | 43        | 0     | 0    | 0               | 0               | 45       | 43       |
| Boca Juniors       | 1981    | 40        | 28        | 0     | 0    | 0               | 0               | 40       | 28       |
| Barcelona          | 1982-83 | 20        | 11        | 11    | 7    | 4               | 5               | 35       | 23       |
| Barcelona          | 1983-84 | 16        | 11        | 4     | 1    | 3               | 3               | 23       | 15       |
| SSC Napoli         | 1984-85 | 30        | 14        | 6     | 3    | 0               | 0               | 36       | 17       |
| SSC Napoli         | 1985-86 | 29        | 11        | 2     | 2    | 0               | 0               | 31       | 13       |
| SSC Napoli         | 1986-87 | 29        | 10        | 10    | 7    | 2               | 0               | 41       | 17       |
| SSC Napoli         | 1987-88 | 28        | 15        | 9     | 6    | 2               | 0               | 39       | 21       |
| SSC Napoli         | 1988-89 | 26        | 9         | 12    | 7    | 12              | 3               | 50       | 19       |
| SSC Napoli         | 1989-90 | 28        | 16        | 3     | 2    | 5               | 0               | 36       | 18       |
| SSC Napoli         | 1990-91 | 18        | 6         | 3     | 2    | 4               | 2               | 25       | 10       |
| Sevilla FC         | 1992-93 | 26        | 5         | 3     | 3    | 0               | 0               | 29       | 8        |
| Newell’s Old Boys  | 1993-94 | 7         | 0         | 0     | 0    | 0               | 0               | 7        | 0        |
| Boca Juniors       | 1995-96 | 11        | 3         | 0     | 0    | 0               | 0               | 11       | 3        |
| Boca Juniors       | 1996-97 | 13        | 2         | 0     | 0    | 0               | 0               | 13       | 2        |
| Boca Juniors       | 1997-98 | 6         | 2         | 0     | 0    | 0               | 0               | 6        | 2        |
| Karrier            | Karrier | 494       | 258       | 63    | 36   | 32              | 13              | 589      | 311      |

## Edzői statisztika
| Csapat               | Nemzet    | –tól            | –ig           | Mérleg     | Mérleg | Mérleg | Mérleg | Mérleg |
| M                    | GY        | D               | V             | Győzelem % |        |        |        |        |
| -------------------- | --------- | --------------- | ------------- | ---------- | ------ | ------ | ------ | ------ |
| Textil Mandiyú       | Argentína | 1994 január     | 1994 június   | 12         | 1      | 6      | 5      | 8.33%  |
| Racing Club          | ARG       | 1995 május      | 1995 november | 11         | 2      | 6      | 3      | 18.18% |
| Argentína            | ARG       | 2008 november   | 2010 július   | 24         | 18     | 0      | 6      | 75.00% |
| al-Wasl              | UAE       | 2011 május      | 2012 július   | 23         | 11     | 3      | 9      | 47.83% |
| Fudzsejra            | UAE       | 2017 április    | 2018 április  | 11         | 7      | 3      | 1      | 63.64% |
| Dorados              | MEX       | 2018 szeptember | 2019 június   | 38         | 20     | 9      | 9      | 52.63% |
| Gimnasia de La Plata | MEX       | 2019 szeptember | 2020 november | 21         | 8      | 4      | 9      | 38.10% |
| összesen             | összesen  | összesen        | összesen      | 140        | 67     | 31     | 42     | 47.86% |

## Sikerei, díjai
Klubcsapatokban
- Boca Juniors
  -  Argentin bajnok: 1981
- FC Barcelona
  -  Copa del Rey: 1983
  -  Copa de la Liga: 1983
  - Supercopa de España: 1983
- SSC Napoli
  -  Serie A: 1987, 1990
  -  Coppa Italia: 1987
  - UEFA-kupa: 1989
  -  Supercoppa Italiana: 1990

A válogatottban

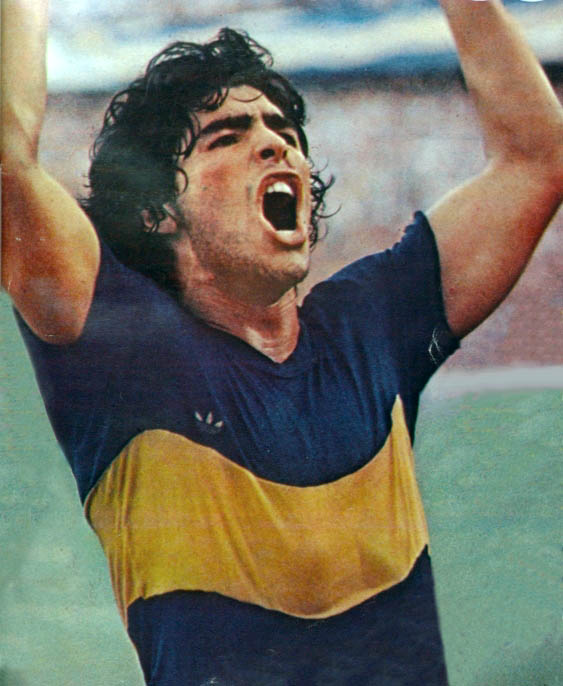
A Boca Juniors mezében 1981-ben

- Ifjúsági labdarúgó-világbajnokság: világbajnok – 1979
- Labdarúgó-világbajnokság
  - világbajnok – 1986
  - ezüstérmes – 1990
- Artemio Franchi-trófea: 1993

Egyéni díjai
- Az ifjúsági labdarúgó-világbajnokság aranylabdája: 1979
- Argentin gólkirály: 1979, 1980, 1981
- Az év játékosa az argentin labdarúgó szakírók szerint: 1979, 1980, 1981, 1986
- Az év dél-amerikai labdarúgója:1979, 1986, 1989, 1990, 1992
- Guerin d'Oro (Olaszország): 1985
- Az argentin sport szakírók szerint az év sportolója: 1986
- A labdarúgó-világbajnokság aranylabdája: 1986
- A világ legjobb játékosa (Onze d'Or): 1986, 1987
- Az év legjobb játékosa (World Soccer Magazine): 1986
- Olasz gólkirály: 1987–88
- Aranylabda a labdarúgásban tett szolgálataiért (France Football): 1996
- Az argentin sport szakírók szerint az évszázad sportolója: 1999
- FIFA (internetes szavazás) Az évszázad labdarúgója: 2001
- FIFA "Az évszázad gólja" (1986, az Anglia elleni negyeddöntő második gólja): 2002
- Az Argentin Szenátus "Domingo Faustino Sarmiento" díja az életművéért

## Maradona a művészetben

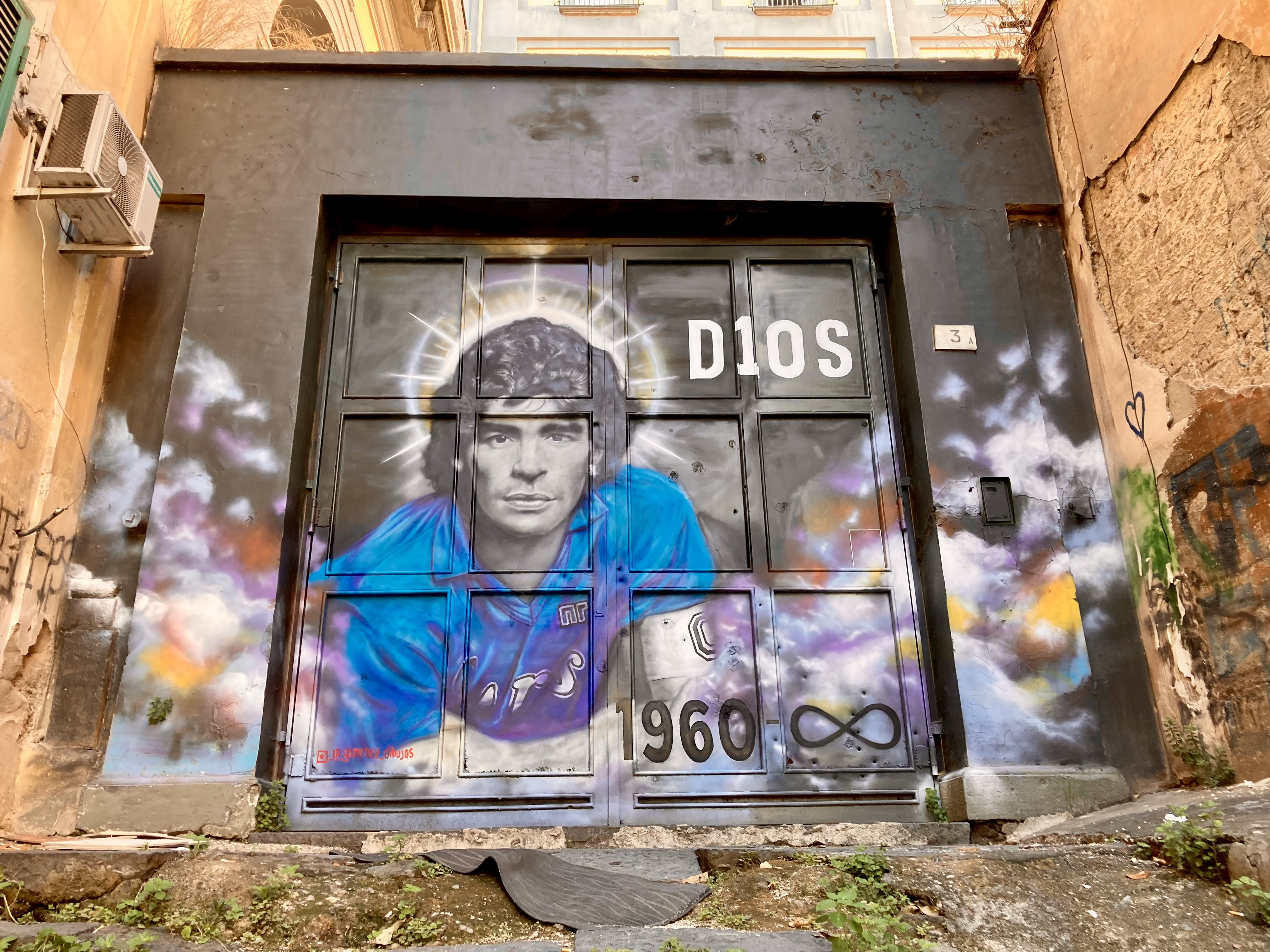